# Billy Klüver
Pour les articles homonymes, voir Klüver.
Billy Klüver, né Johan Wilhelm Klüver le 13 novembre 1927 à Monaco et mort le 20 mars 2004, est un ingénieur électricien américain qui a travaillé chez Bell Telephone Laboratories et est fondateur d'Experiments in Art and Technology.